# アクバルジ晋王
アクバルジ晋王（モンゴル語: Агваржин хаан、ラテン文字：Agbarjin、1423年 - 1452年）はモンゴル帝国の皇族。1452年に第28代（北元としては第14代）皇帝（ハーン）として即位したが、まもなくエセン・ハーンに殺され簒奪された。アジャイ（アジャイ・タイジ、アジャイ太子）の次男。タイスン・ハーンの弟。マンドゥールン・ハーンの兄。『アルタン・トプチ』ではアブガルジン (Абгаржин)、漢文史料では阿八丁王とも記されているが、原音は「アラビア語: أكبر الدين Akbar al-din」ではないかと推測されている。

## 生涯
1423年、アジャイ（アジャイ・タイジ、アジャイ太子）の次男として生まれる。
1438年、兄のタイスン・ハーンがアダイ・ハーンを攻め殺して単独でハーンとなると、翌年（1439年）、17歳のアクバルジ太子はタイスン・ハーンから晋王（ジノン）の称号を与えられ、右翼のトゥメンを統率した。
1452年、タイスン・ハーンとエセン太師との間で後継争いが起き、四十（ドチン）モンゴルと四（ドルベン）オイラトに分かれて戦となった。初めはモンゴル軍が優勢であったが、この戦の中でオイラト側のテレングス部のアブドラ・セチェンがタイスン・ハーンとアクバルジ晋王を離間しようと考え、アクバルジ晋王を説得したところ、アクバルジ晋王がこれに応じたため、形勢は逆転し、タイスン・ハーン率いるモンゴル軍は敗れ、タイスン・ハーンはウリャンカイ部に逃れたところを殺された。
アクバルジ晋王は息子のハルグチュク太子の諫めも聞かず兄を裏切ったため、オイラト人からもモンゴル人からも陰で嘲笑され、「アクバルジが驢馬になった」と馬鹿にされる始末だった。オイラト人たちはアクバルジ晋王よりもその息子のハルグチュク太子を恐れていたため、彼ら父子を殺そうと考えた。エセン太師はハルグチュク太子が自分の娘婿であるためかばおうとしたが、アブドラ・セチェンは謀りごとを企み、アクバルジ晋王をハーンにつけたところで殺害しようと考えた。こうしてアクバルジ晋王はハーンに、エセン太師は晋王にのぼり、オイラト人たちは2軒の大きな帳幕を合わせ、モンゴル人たちを集めて大宴会を開催した。アブドラ・セチェンはアクバルジ・ハーンらを順々に中へ案内すると同時に殺害していき、隣のゲルの穴の中へ放り込んでいった。ハルグチュク太子は事前に気づいて従者のイナク・ゲレという者と一緒に脱出したが、トクモク部のアク・モンケという者の家で殺された。1453年、エセン晋王はハーンとなり、四十モンゴルと四オイラトを支配した。

## 明朝の記録
明朝においては景泰2年（1451年）末頃のモンゴル情勢として、「エセンはトクトア・ブハ（タイスン・ハーン）を咎め、エセンの外甥阿八丁（アクバルジ）王の息子（ハルグチュク）を太子としようとした」という報告が記録されている。
また、景泰3年（1452年）にトクトア・ブハ(脱脱不花王)と対立したエセン(也先)がこれを殺して「外甥阿八丁王的男（エセンの外甥で、アクバルジの息子＝ハルグチュク）」をハーンに擁立しようと企んだこと、同年9月には「脱脱不花王的弟男(トクトア・ブハの弟の息子＝ハルグチュク」が亡くなったことを記している。

## 参考資料
- 岡田英弘訳注『蒙古源流』（刀水書房、2004年、ISBN 4887082436）
- 岡田英弘『モンゴル帝国から大清帝国へ』藤原書店、2010年
- 和田清『東亜史研究(蒙古篇)』東洋文庫、1959年